# 蓬塔內格拉區

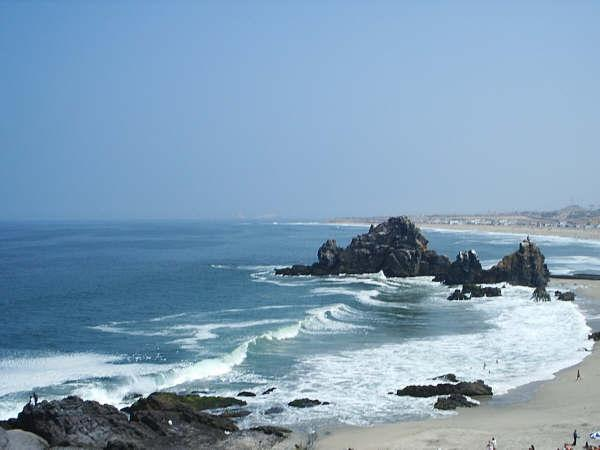

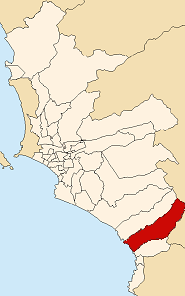

12°22′05″S 76°47′50″W / 12.36806°S 76.79722°W
蓬塔內格拉區（西班牙語：Distrito de Punta Negra），是秘魯的一個區，位於該國西部利馬大區的利馬省，始建於1954年4月7日，面積130.5平方公里，2007年人口5,284，人口密度每平方公里40.49人。